# Оперативні угруповання військ (Україна)
Оперативно-тактичні угруповання військ (ОТУ або ОТУВ) та оперативно-стратегічні угруповання військ (ОСУВ) — тимчасові командні структури (об'єднання) Сил оборони України оперативного рівня, що представляють рівень командування, вищий від рівня бригади (тактичний рівень), але нижчий за рівень Генерального штабу ЗСУ.

## Історія
Після розпаду СРСР Україна розпочала скорочення власних збройних сил. У 1990-ті роки радянські загальновійськові й танкові армії стали корпусами, а впродовж 2000-х розформували чи переформували й їх. Крім того, Україна відмовилась і від дивізій. Таким чином у ЗСУ найбільшим автономним тактичним формуванням українських військ стали бригади.
У ході війни на сході України (2014—2022) розпочалось формування Корпусу резерву, однак повноцінно корпусну структуру не відновили, натомість було створено тимчасові командування, які початково називались секторами чи районами. 2015 року сектори переформатували на оперативно-тактичні угруповання, підпорядковані об'єднаному штабу АТО.
ОТУВ і ОСУВ використовуються й під час повномасштабного російського вторгнення в Україну. Сумніви в їхній ефективності призвели до початку переходу на корпусну структуру, оголошену в лютому 2025 року. На відміну від ОТУВ і ОСУВ, армійський корпус має чітко визначений набір підрозділів у своєму підпорядкуванні.

## Опис

Польова ієрархія польових угруповань ЗСУ до 2025 року.

ОТУВ є командними структурами рівня, вищого від бригади. Вони керують військами на окремих напрямках і підпорядковані ОСУВ і Генеральному штабу ЗСУ. Таким чином ланцюжок управління в ЗСУ на 2025 рік був такий: батальйон — бригада — тактична група — ОТУВ — ОСУВ.
ОСУВ можуть включати кілька ОТУВ, відповідають за великі частини лінії фронту й підпорядковуються Генштабу. Наприклад, ОСУВ «Хортиця» відповідальна за відтинок від півночі Харківщини до межі між Запорізькою та Херсонською областями. ОТУВ і ОСУВ не підпорядковані оперативним командуванням (ОК), оскільки ОК займаються вкомплектуванням та відновленням підрозділів (генерацією), а не застосуванням їх у бою.

## Критика
ОТУВ і ОСУВ критикують за відсутність чіткого розмежування повноважень і плинність офіцерів на посадах, які можуть прибувати на кілька місяців і не завжди встигають повноцінно увійти в курс справ. Офіцерів можуть відряджати з Генштабу, різних командувань і бригад, а оскільки ОСУВ/ОТУВ не є їхніми постійними місцями роботи, мотивація офіцерів може бути низька. Видання «Тексти» стверджує, що в ОТУВ/ОСУВ часто збираються некомпетентні старші офіцери, й називає ці структури «мафією».